# Рівний (Кувандицький міський округ)
Рі́вний (рос. Ровный) — селище у складі Кувандицького міського округу Оренбурзької області, Росія.

## Населення
Населення — 70 осіб (2010; 168 у 2002).
Національний склад (станом на 2002 рік):
- казахи — 83 %